# Abutilon pedunculare
Abutilon pedunculare är en malvaväxtart som beskrevs av Carl Sigismund Kunth. Abutilon pedunculare ingår i släktet klockmalvor, och familjen malvaväxter. Inga underarter finns listade i Catalogue of Life.